# Avenue Jean-Jaurès (Le Bourget, Seine-Saint-Denis)
Pour les articles homonymes, voir Avenue Jean-Jaurès.
L' avenue Jean-Jaurès est un axe majeur de la ville du Bourget, en Seine-Saint-Denis. Elle suit le tracé de la route départementale 30.

## Situation et accès

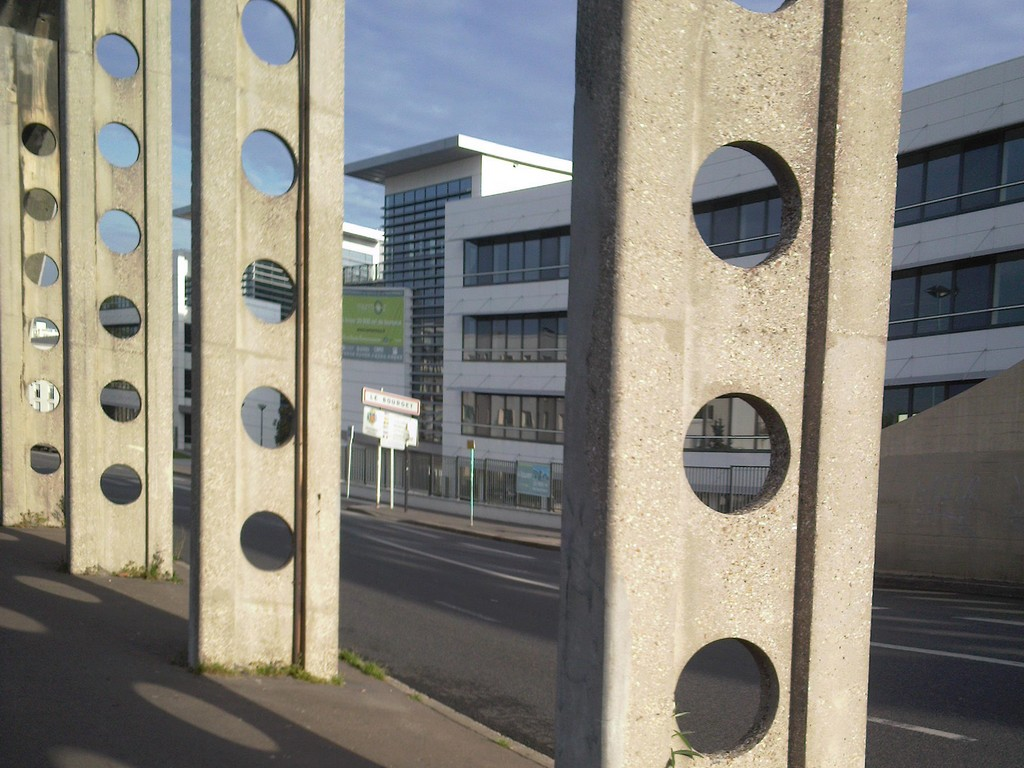
Le Mermoz vu du pont Le Bourget-Drancy, en 2010.

Orientée d'ouest en est, cette avenue traverse la ville et croise notamment l'avenue de la Division-Leclerc.
Elle est desservie par la gare du Bourget.

## Origine du nom
Le nom de cette avenue est un hommage à l'homme politique français Jean Jaurès.

## Historique
Cette voie de circulation était autrefois appelée avenue Jeanne-d'Arc.
De 1942 à 1943, quarante-deux convois de déportation du camp de Drancy sont partis de la gare du Bourget-Drancy, principalement pour Auschwitz.

## Bâtiments remarquables et lieux de mémoire
- Au no 55, anciens locaux d'Alsthom[3].

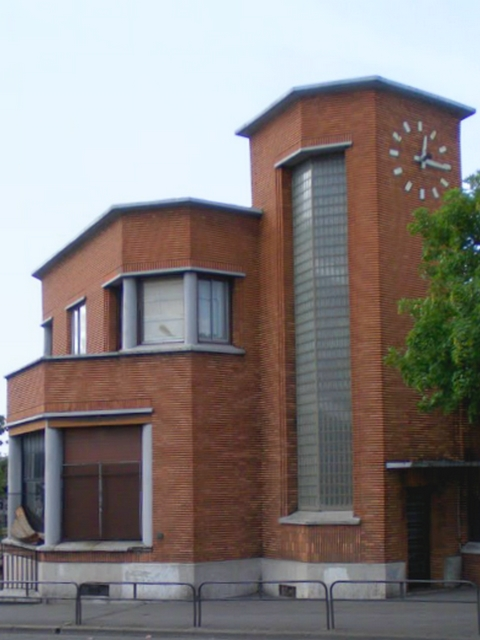
École normale du Bourget.

- Pont reliant Le Bourget à Drancy[4], franchissant la ligne de La Plaine à Hirson et Anor (frontière).
- ZAC du Commandant-Rolland[5], nommé en hommage au commandant Henri-Marius Rolland (1821-1908).
- Ancienne école normale d'instituteurs, datant des années 1930[6].